# Колхидский уж
Колхидский уж (лат. Natrix megalocephala) — вид неядовитых змей семейства ужеобразных (Colubridae), имеющий спорный таксономический статус.

## Таксономия
Вид был описан в 1987 году Н. Л. Орловым и Б. С. Туниевым на основании сборов К. А. Сатунина из Пицунды (Абхазия). Вместе с тем, описание содержало ряд неточностей, в частности, длина тела голотипа была больше, чем указанная максимальная длина новоописанного вида в целом. Кроме того, некоторыми исследователями высказывались сомнения в значимости относительной ширины головы как таксономического признака, и отмечалось, что многие особи по использованным при описании признакам имеют промежуточное положение между обыкновенным и колхидским ужом. Этот факт говорит в пользу индивидуальной изменчивости, а не самостоятельности вида.
Дальнейшие исследования митохондриальной и ядерной ДНК выявили, что колхидский уж генетически не отличается от обыкновенного ужа, обитающего симпатрически. В связи с этим европейские герпетологи рассматривают его как младший синоним Natrix natrix scutata

## Описание
Змея средних размеров с массивным телом, достигающим в длину почти 1 м. Длина хвоста 15—24 см. Шейный перехват хорошо заметен. Голова покрыта большими щитками правильной формы с рельефной поверхностью. Глаза желтоватые, с серым крапом и круглым зрачком. Спина угольно-чёрная. Голова снизу белая. Брюхо спереди с пятнистым рисунком из чередующихся чёрных и белых пятен, ближе к хвосту площадь белых пятен уменьшается. По заднему и переднему краю белых губных щитков проходят чёрные полоски. Молодые особи со светлыми височными пятнами, но с возрастом они исчезают. Известны полные альбиносы.

## Образ жизни
Обитает в широколиственных лесах с полянами и какими-либо водоёмами. Иногда встречается на чайных плантациях. Питается в основном жабами, крестовками и тритонами. Молодые ужи предпочитают головастиков и сеголетков лягушек и крестовок. Активен с конца апреля до начала декабря. Весной и осенью активен днём, а летом и высоко в горах только по утрам и в сумерках. Яйцекладущий, с 13—32 яйцами в кладке.

## Распространение
Данный вид встречается на юге Краснодарского края и Республики Адыгея в России, в Грузии, Абхазии и на северо-востоке Турции. Известна изолированная популяция на границе Грузии и Азербайджана.

## Природоохранный статус
Занесён в Красную книгу России (категория 2).